# E-Prix di Dirʿiyya 2023
L'E-Prix di Dirʿiyya 2023 è stato il secondo appuntamento del Campionato mondiale di Formula E 2022-2023, che si è tenuto al circuito cittadino di Dirʿiyya il 27 e 28 gennaio 2023.
Gara 1 è stata vinta da Pascal Wehrlein, seguito da Jake Dennis e Sam Bird.
Anche gara 2 fu vinta da Wehrlein, sempre con Jake Dennis in seconda posizione e René Rast a chiudere il podio.

## Gara 1

### Prove libere
| Pos.           | No.            | Pilota           | Squadra           | Tempo          |
| Prove libere 1 | Prove libere 1 | Prove libere 1   | Prove libere 1    | Prove libere 1 |
| -------------- | -------------- | ---------------- | ----------------- | -------------- |
| 1              | 10             | Sam Bird         | Jaguar TCS Racing | 1:10.402       |
| 2              | 25             | Jean-Éric Vergne | DS Penske         | 1:10.486       |
| 3              | 9              | Mitch Evans      | Jaguar TCS Racing | 1:10.742       |
| Prove libere 2 |                |                  |                   |                |
| 1              | 33             | Dan Ticktum      | NIO 333 Racing    | 1:10.099       |
| 2              | 16             | Sébastien Buemi  | Envision Racing   | 1:10.302       |
| 3              | 9              | Mitch Evans      | Jaguar TCS Racing | 1:10.447       |

### Qualifiche
| Gruppo A | Gruppo A | Gruppo A               | Gruppo A               | Gruppo A  |
| Pos.     | No.      | Pilota                 | Squadra                | Qualifica |
| -------- | -------- | ---------------------- | ---------------------- | --------- |
| 1        | 5        | Jake Hughes            | Neom McLaren Formula E | 1:10.269  |
| 2        | 8        | Oliver Rowland         | Mahindra Racing        | 1:10.600  |
| 3        | 33       | Dan Ticktum            | NIO 333 Racing         | 1:10.661  |
| 4        | 11       | Lucas Di Grassi        | Mahindra Racing        | 1:10.784  |
| 5        | 37       | Nick Cassidy           | Envision Racing        | 1:10.829  |
| 6        | 27       | Jake Dennis            | Avalance Andretti      | 1:10.903  |
| 7        | 13       | António Félix da Costa | TAG Heuer Porsche      | 1:10.940  |
| 8        | 17       | Norman Nato            | Nissan e.dams          | 1:10.985  |
| 9        | 23       | Sacha Fenestraz        | Nissan e.dams          | 1:11.073  |
| 10       | 48       | Edoardo Mortara        | Maserati MSG Racing    | 1:11.708  |
| 11       | 7        | Maximilian Günther     | Maserati MSG Racing    | 1:32.982  |

| Gruppo B | Gruppo B | Gruppo B             | Gruppo B                 | Gruppo B    |
| Pos.     | No.      | Pilota               | Squadra                  | Qualifica   |
| -------- | -------- | -------------------- | ------------------------ | ----------- |
| 1        | 10       | Sam Bird             | Jaguar TCS Racing        | 1:09.942    |
| 2        | 16       | Sébastien Buemi      | Envision Racing          | 1:10.231    |
| 3        | 9        | Mitch Evans          | Jaguar TCS Racing        | 1:10.245    |
| 4        | 58       | René Rast            | Neom McLaren Formula E   | 1:10.265    |
| 5        | 94       | Pascal Wehrlein      | TAG Heuer Porsche        | 1:10.407    |
| 6        | 3        | Sérgio Sette Câmara  | NIO 333 Racing           | 1:10.598    |
| 7        | 25       | Jean-Éric Vergne     | DS Penske                | 1:10.602    |
| 8        | 36       | André Lotterer       | Avalance Andretti        | 1:10.607    |
| 9        | 1        | Stoffel Vandoorne    | DS Penske                | 1:10.636    |
| 10       | 4        | Kelvin van der Linde | ABT Cupra Formula E Team | 1:11.048    |
| 11       | 51       | Nico Müller          | ABT Cupra Formula E Team | Senza tempo |

|  | Quarti di finale | Quarti di finale | Quarti di finale |     |          | Semifinale | Semifinale | Semifinale |  |  | Finale | Finale | Finale |  |
|  |                  |                  |                  |     |          |            |            |            |  |  |        |        |        |  |
|  | ROW              | ROW              | 1:10.114         |     |          |            |            |            |  |  |        |        |        |  |
|  | ROW              | ROW              | 1:10.114         |     |          |            |            |            |  |  |        |        |        |  |
|  | TIC              | TIC              | 1:09.593         |     |          |            |            |            |  |  |        |        |        |  |
|  | TIC              | TIC              | 1:09.593         |     | TIC      | TIC        | 1:10.246   |            |  |  |        |        |        |  |
|  |                  |                  |                  |     | TIC      | TIC        | 1:10.246   |            |  |  |        |        |        |  |
|  |                  |                  | HUG              | HUG | 1:09.779 |            |            |            |  |  |        |        |        |  |
|  | HUG              | HUG              | HUG              | HUG | 1:09.779 | 1:09.713   |            |            |  |  |        |        |        |  |
|  | HUG              | HUG              |                  |     |          |            |            |            |  |  |        |        |        |  |
|  | DIG              | DIG              | 1:10.052         |     |          |            |            |            |  |  |        |        |        |  |
|  | DIG              | DIG              | 1:10.052         |     | HUG      | HUG        | 1:09.495   |            |  |  |        |        |        |  |
|  |                  |                  |                  |     |          |            |            |            |  |  |        |        |        |  |
|  |                  |                  | BUE              | BUE | 1:09.435 |            |            |            |  |  |        |        |        |  |
|  | BUE              | BUE              | BUE              | BUE | 1:09.435 | 1:09.790   |            |            |  |  |        |        |        |  |
|  | BUE              | BUE              |                  |     |          |            |            |            |  |  |        |        |        |  |
|  | EVA              | EVA              | 1:10.039         |     |          |            |            |            |  |  |        |        |        |  |
|  | EVA              | EVA              | 1:10.039         |     | BUE      | BUE        | 1:09.366   |            |  |  |        |        |        |  |
|  |                  |                  |                  |     | BUE      | BUE        | 1:09.366   |            |  |  |        |        |        |  |
|  |                  |                  | BIR              | BIR | 1:09.462 |            |            |            |  |  |        |        |        |  |
|  | BIR              | BIR              | BIR              | BIR | 1:09.462 | 1:09.558   |            |            |  |  |        |        |        |  |
|  | BIR              | BIR              |                  |     |          |            |            |            |  |  |        |        |        |  |
|  | RAS              | RAS              | 1:09.729         |     |          |            |            |            |  |  |        |        |        |  |

| Risultati qualifica    | Risultati qualifica | Risultati qualifica    | Risultati qualifica      | Risultati qualifica | Risultati qualifica | Risultati qualifica | Risultati qualifica | Risultati qualifica |
| Pos.                   | No.                 | Pilota                 | Squadra                  | Gruppi              | Quarti              | Semifinali          | Finale              | Griglia             |
| ---------------------- | ------------------- | ---------------------- | ------------------------ | ------------------- | ------------------- | ------------------- | ------------------- | ------------------- |
| 1                      | 16                  | Sébastien Buemi        | Envision Racing          | 1:10.231            | 1:09.790            | 1:09.366            | 1:09.435            | 1                   |
| 2                      | 5                   | Jake Hughes            | Neom McLaren Formula E   | 1:10.269            | 1:09.723            | 1:09.779            | 1:09.495            | 2                   |
| 3                      | 10                  | Sam Bird               | Jaguar TCS Racing        | 1:09.942            | 1:09.558            | 1:09.462            |                     | 3                   |
| 4                      | 33                  | Dan Ticktum            | NIO 333 Racing           | 1:10.661            | 1:09.593            | 1:10.246            | 4                   |                     |
| 5                      | 58                  | René Rast              | Neom McLaren Formula E   | 1:10.265            | 1:09.729            |                     | 5                   |                     |
| 6                      | 9                   | Mitch Evans            | Jaguar TCS Racing        | 1:10.245            | 1:10.039            | 6                   |                     |                     |
| 7                      | 11                  | Lucas Di Grassi        | Mahindra Racing          | 1:10.784            | 1:10.052            | 7                   |                     |                     |
| 8                      | 8                   | Oliver Rowland         | Mahindra Racing          | 1:10.600            | 1:10.114            | 8                   |                     |                     |
| 9                      | 94                  | Pascal Wehrlein        | TAG Heuer Porsche        | 1:10.407            |                     | 9                   |                     |                     |
| 10                     | 37                  | Nick Cassidy           | Envision Racing          | 1:10.829            | 10                  |                     |                     |                     |
| 11                     | 3                   | Sérgio Sette Câmara    | NIO 333 Racing           | 1:10.598            | 11                  |                     |                     |                     |
| 12                     | 27                  | Jake Dennis            | Avalance Andretti        | 1:10.903            | 12                  |                     |                     |                     |
| 13                     | 25                  | Jean-Éric Vergne       | DS Penske                | 1:10.602            | 13                  |                     |                     |                     |
| 14                     | 13                  | António Félix da Costa | TAG Heuer Porsche        | 1:10.940            | 14                  |                     |                     |                     |
| 15                     | 36                  | André Lotterer         | Avalance Andretti        | 1:10.607            | 15                  |                     |                     |                     |
| 16                     | 17                  | Norman Nato            | Nissan e.dams            | 1:10.985            | 16                  |                     |                     |                     |
| 17                     | 1                   | Stoffel Vandoorne      | DS Penske                | 1:10.636            | 17                  |                     |                     |                     |
| 18                     | 23                  | Sacha Fenestraz        | Nissan e.dams            | 1:11.073            | 18                  |                     |                     |                     |
| 19                     | 4                   | Kelvin van der Linde   | ABT Cupra Formula E Team | 1:11.048            | 19                  |                     |                     |                     |
| 20                     | 48                  | Edoardo Mortara        | Maserati MSG Racing      | 1:11.708            | 20                  |                     |                     |                     |
| 21                     | 51                  | Nico Müller            | ABT Cupra Formula E Team | Senza tempo         | 21                  |                     |                     |                     |
| Tempo limite: 1:17.395 |                     |                        |                          |                     |                     |                     |                     |                     |
| 22                     | 7                   | Maximilian Günther     | Maserati MSG Racing      | 1:32.982            |                     |                     |                     | NQ                  |

### Gara
| Pos. | No. | Pilota                 | Squadra                  | Giri | Tempo/Ritiro               | Griglia | Punti |
| ---- | --- | ---------------------- | ------------------------ | ---- | -------------------------- | ------- | ----- |
| 1    | 94  | Pascal Wehrlein        | TAG Heuer Porsche        | 39   | 47:45.567                  | 9       | 25    |
| 2    | 27  | Jake Dennis            | Avalance Andretti        | 39   | +0.531                     | 11      | 18    |
| 3    | 10  | Sam Bird               | Jaguar TCS Racing        | 39   | +3.526                     | 3       | 15    |
| 4    | 16  | Sébastien Buemi        | Envision Racing          | 39   | +6.084                     | 1       | 12+3  |
| 5    | 58  | René Rast              | Neom McLaren Formula E   | 39   | +7.471                     | 5       | 10+1  |
| 6    | 37  | Nick Cassidy           | Envision Racing          | 39   | +7.614                     | 10      | 8     |
| 7    | 25  | Jean-Éric Vergne       | DS Penske                | 39   | +12.394                    | 12      | 6     |
| 8    | 5   | Jake Hughes            | Neom McLaren Formula E   | 39   | +15.187                    | 2       | 4     |
| 9    | 36  | André Lotterer         | Avalance Andretti        | 39   | +15.563                    | 15      | 2     |
| 10   | 9   | Mitch Evans            | Jaguar TCS Racing        | 39   | +17.914                    | 6       | 1     |
| 11   | 1   | Stoffel Vandoorne      | DS Penske                | 39   | +26.307                    | 17      |       |
| 12   | 17  | Norman Nato            | Nissan e.dams            | 39   | +27.070                    | 16      |       |
| 13   | 11  | Lucas di Grassi        | Mahindra Racing          | 39   | +28.779                    | 7       |       |
| 14   | 33  | Dan Ticktum            | NIO 333 Racing           | 39   | +37.318                    | 4       |       |
| 15   | 3   | Sérgio Sette Câmara    | NIO 333 Racing           | 39   | +45.034                    | 14      |       |
| 16   | 4   | Kelvin van der Linde   | ABT Cupra Formula E Team | 39   | +1:09.547                  | 19      |       |
| 17   | 23  | Sacha Fenestraz        | Nissan e.dams            | 39   | +1:09.547                  | 18      |       |
| 18   | 8   | Oliver Rowland         | Mahindra Racing          | 38   | +1 giro                    | 8       |       |
| 19   | 13  | António Félix da Costa | TAG Heuer Porsche        | 38   | +1 giro                    | 13      |       |
| Rit  | 32  | Edoardo Mortara        | Maserati MSG Racing      | 32   | Foratura                   | 20      |       |
| Rit  | 51  | Nico Müller            | ABT Cupra Formula E Team | 13   | Telaio                     | 21      |       |
| NP   | 7   | Maximilian Günther     | Maserati MSG Racing      | 0    | Incidente nelle qualifiche | 22      |       |

## Classifiche
La classifica dopo la gara:
Classifica piloti
| +/- | Pos | Pilota                 | Punti |
| --- | --- | ---------------------- | ----- |
|     | 1   | Jake Dennis            | 44    |
|     | 2   | Pascal Wehrlein        | 43    |
|     | 3   | Sébastien Buemi        | 23    |
|     | 4   | Lucas Di Grassi        | 18    |
|     | 5   | Sam Bird               | 15    |
|     | 6   | André Lotterer         | 14    |
|     | 7   | Jake Hughes            | 14    |
|     | 8   | René Rast              | 11    |
|     | 9   | Nick Cassidy           | 10    |
|     | 10  | Jean-Éric Vergne       | 6     |
|     | 11  | António Félix da Costa | 6     |
|     | 12  | Mitch Evans            | 5     |
|     | 13  | Stoffel Vandoorne      | 1     |
|     | 14  | Maximilian Günther     | 0     |
|     | 15  | Norman Nato            | 0     |
|     | 16  | Oliver Rowland         | 0     |
|     | 17  | Dan Ticktum            | 0     |
|     | 18  | Nico Müller            | 0     |
|     | 19  | Sérgio Sette Câmara    | 0     |
|     | 20  | Sacha Fenestraz        | 0     |
|     | 20  | Kelvin van der Linde   | 0     |
|     | -   | Edoardo Mortara        | -     |
|     | -   | Robin Frijns           | -     |

Classifica squadre
| +/- | Pos | Squadra                  | Punti |
| --- | --- | ------------------------ | ----- |
|     | 1   | Avalance Andretti        | 58    |
|     | 2   | TAG Heuer Porsche        | 49    |
|     | 3   | Envision Racing          | 33    |
|     | 4   | Neom McLaren Formula E   | 25    |
|     | 5   | Jaguar TCS Racing        | 20    |
|     | 6   | Mahindra Racing          | 18    |
|     | 7   | DS Penske                | 7     |
|     | 8   | Maserati MSG Racing      | 0     |
|     | 9   | Nissan e.dams            | 0     |
|     | 10  | NIO 333 Racing           | 0     |
|     | 11  | ABT Cupra Formula E Team | 0     |

## Gara 2

### Prove libere
| Pos.           | No.            | Pilota           | Squadra           | Tempo          |
| Prove libere 3 | Prove libere 3 | Prove libere 3   | Prove libere 3    | Prove libere 3 |
| -------------- | -------------- | ---------------- | ----------------- | -------------- |
| 1              | 9              | Mitch Evans      | Jaguar TCS Racing | 1:09.092       |
| 2              | 33             | Dan Ticktum      | NIO 333 Racing    | 1:09.241       |
| 3              | 25             | Jean-Éric Vergne | DS Penske         | 1:09.315       |

### Qualifiche
| Gruppo A | Gruppo A | Gruppo A               | Gruppo A                 | Gruppo A  |
| Pos.     | No.      | Pilota                 | Squadra                  | Qualifica |
| -------- | -------- | ---------------------- | ------------------------ | --------- |
| 1        | 5        | Jake Hughes            | Neom McLaren Formula E   | 1:09.361  |
| 2        | 16       | Sébastien Buemi        | Envision Racing          | 1:09.422  |
| 3        | 1        | Stoffel Vandoorne      | DS Penske                | 1:09.518  |
| 4        | 27       | Jake Dennis            | Avalanche Andretti       | 1:09.572  |
| 5        | 10       | Sam Bird               | Jaguar TCS Racing        | 1:09.628  |
| 6        | 33       | Dan Ticktum            | NIO 333 Racing           | 1:09.698  |
| 7        | 3        | Sérgio Sette Câmara    | NIO 333 Racing           | 1:09.735  |
| 8        | 37       | Nick Cassidy           | Envision Racing          | 1:09.761  |
| 9        | 13       | António Félix da Costa | TAG Heuer Porsche        | 1:09.832  |
| 10       | 17       | Norman Nato            | Nissan e.dams            | 1:10.107  |
| 11       | 4        | Kelvin van der Linde   | ABT Cupra Formula E Team | 1:10.221  |

| Gruppo B | Gruppo B | Gruppo B           | Gruppo B                 | Gruppo B  |
| Pos.     | No.      | Pilota             | Squadra                  | Qualifica |
| -------- | -------- | ------------------ | ------------------------ | --------- |
| 1        | 9        | Mitch Evans        | Jaguar TCS Racing        | 1:09.401  |
| 2        | 58       | René Rast          | Neom McLaren Formula E   | 1:09.435  |
| 3        | 94       | Pascal Wehrlein    | TAG Heuer Porsche        | 1:09.576  |
| 4        | 48       | Edoardo Mortara    | Maserati MSG Racing      | 1:09.623  |
| 5        | 7        | Maximilian Günther | Maserati MSG Racing      | 1:09.643  |
| 6        | 23       | Sacha Fenestraz    | Nissan-e.dams            | 1:09.670  |
| 7        | 8        | Oliver Rowland     | Mahindra Racing          | 1:09.690  |
| 8        | 25       | Jean-Éric Vergne   | DS Penske                | 1:09.794  |
| 9        | 36       | André Lotterer     | Avalanche Andretti       | 1:09.843  |
| 10       | 11       | Lucas Di Grassi    | Mahindra Racing          | 1:09.975  |
| 11       | 51       | Nico Müller        | ABT Cupra Formula E Team | 1:10.072  |

|  | Quarti di finale | Quarti di finale | Quarti di finale |     |          | Semifinale | Semifinale | Semifinale |  |  | Finale | Finale | Finale |  |
|  |                  |                  |                  |     |          |            |            |            |  |  |        |        |        |  |
|  | VAN              | VAN              | 1:09.282         |     |          |            |            |            |  |  |        |        |        |  |
|  | VAN              | VAN              | 1:09.282         |     |          |            |            |            |  |  |        |        |        |  |
|  | BUE              | BUE              | 1:08.925         |     |          |            |            |            |  |  |        |        |        |  |
|  | BUE              | BUE              | 1:08.925         |     | BUE      | BUE        | 1:08.926   |            |  |  |        |        |        |  |
|  |                  |                  |                  |     | BUE      | BUE        | 1:08.926   |            |  |  |        |        |        |  |
|  |                  |                  | HUG              | HUG | 1:08.680 |            |            |            |  |  |        |        |        |  |
|  | DEN              | DEN              | HUG              | HUG | 1:08.680 | 1:09.198   |            |            |  |  |        |        |        |  |
|  | DEN              | DEN              |                  |     |          |            |            |            |  |  |        |        |        |  |
|  | HUG              | HUG              | 1:08.784         |     |          |            |            |            |  |  |        |        |        |  |
|  | HUG              | HUG              | 1:08.784         |     | HUG      | HUG        | 1:08.693   |            |  |  |        |        |        |  |
|  |                  |                  |                  |     |          |            |            |            |  |  |        |        |        |  |
|  |                  |                  | EVA              | EVA | 1:08.797 |            |            |            |  |  |        |        |        |  |
|  | WEH              | WEH              | EVA              | EVA | 1:08.797 | 1:09.028   |            |            |  |  |        |        |        |  |
|  | WEH              | WEH              |                  |     |          |            |            |            |  |  |        |        |        |  |
|  | RAS              | RAS              | 1:08.885         |     |          |            |            |            |  |  |        |        |        |  |
|  | RAS              | RAS              | 1:08.885         |     | RAS      | RAS        | 1:08.922   |            |  |  |        |        |        |  |
|  |                  |                  |                  |     | RAS      | RAS        | 1:08.922   |            |  |  |        |        |        |  |
|  |                  |                  | EVA              | EVA | 1:08.690 |            |            |            |  |  |        |        |        |  |
|  | MOR              | MOR              | EVA              | EVA | 1:08.690 | 1:09.279   |            |            |  |  |        |        |        |  |
|  | MOR              | MOR              |                  |     |          |            |            |            |  |  |        |        |        |  |
|  | EVA              | EVA              | 1:08.909         |     |          |            |            |            |  |  |        |        |        |  |

| Risultati qualifica | Risultati qualifica | Risultati qualifica    | Risultati qualifica      | Risultati qualifica | Risultati qualifica | Risultati qualifica | Risultati qualifica | Risultati qualifica |
| Pos.                | No.                 | Pilota                 | Squadra                  | Gruppi              | Quarti              | Semifinali          | Finale              | Griglia             |
| ------------------- | ------------------- | ---------------------- | ------------------------ | ------------------- | ------------------- | ------------------- | ------------------- | ------------------- |
| 1                   | 5                   | Jake Hughes            | Neom McLaren Formula E   | 1:09.361            | 1:08.748            | 1:08.680            | 1:08.693            | 1                   |
| 2                   | 9                   | Mitch Evans            | Jaguar TCS Racing        | 1:09.401            | 1:08.909            | 1:08.690            | 1:08.797            | 2                   |
| 3                   | 58                  | René Rast              | Neom McLaren Formula E   | 1:09.435            | 1:08.855            | 1:08.922            |                     | 3                   |
| 4                   | 16                  | Sébastien Buemi        | Envision Racing          | 1:09.422            | 1:08.925            | 1:08.926            | 4                   |                     |
| 5                   | 94                  | Pascal Wehrlein        | TAG Heuer Porsche        | 1:09.576            | 1:09.028            |                     | 5                   |                     |
| 6                   | 27                  | Jake Dennis            | Avalance Andretti        | 1:09.572            | 1:09.198            | 6                   |                     |                     |
| 7                   | 48                  | Edoardo Mortara        | Maserati MSG Racing      | 1:09.623            | 1:09.279            | 7                   |                     |                     |
| 8                   | 1                   | Stoffel Vandoorne      | DS Penske                | 1:09.518            | 1:09.282            | 8                   |                     |                     |
| 9                   | 10                  | Sam Bird               | Jaguar TCS Racing        | 1:09.628            |                     | 9                   |                     |                     |
| 10                  | 7                   | Maximilian Günther     | Maserati MSG Racing      | 1:09.643            | 10                  |                     |                     |                     |
| 11                  | 33                  | Dan Ticktum            | NIO 333 Racing           | 1:09.698            | 11                  |                     |                     |                     |
| 12                  | 23                  | Sacha Fenestraz        | Nissan e.dams            | 1:09.670            | 12                  |                     |                     |                     |
| 13                  | 3                   | Sérgio Sette Câmara    | NIO 333 Racing           | 1:09.735            | 13                  |                     |                     |                     |
| 14                  | 8                   | Oliver Rowland         | Mahindra Racing          | 1:09.690            | 14                  |                     |                     |                     |
| 15                  | 37                  | Nick Cassidy           | Envision Racing          | 1:09.761            | 15                  |                     |                     |                     |
| 16                  | 25                  | Jean-Éric Vergne       | DS Penske                | 1:09.794            | 16                  |                     |                     |                     |
| 17                  | 13                  | António Félix da Costa | TAG Heuer Porsche        | 1:09.832            | 17                  |                     |                     |                     |
| 18                  | 36                  | André Lotterer         | Avalance Andretti        | 1:09.843            | 18                  |                     |                     |                     |
| 19                  | 17                  | Norman Nato            | Nissan e.dams            | 1:10.107            | 19                  |                     |                     |                     |
| 20                  | 11                  | Lucas di Grassi        | Mahindra Racing          | 1:09.975            | 20                  |                     |                     |                     |
| 21                  | 4                   | Kelvin van der Linde   | ABT Cupra Formula E Team | 1:10.221            | 21                  |                     |                     |                     |
| 22                  | 51                  | Nico Müller            | ABT Cupra Formula E Team | 1:10.072            | 22                  |                     |                     |                     |

### Gara
| Pos. | No. | Pilota                 | Squadra                  | Giri | Tempo/Ritiro | Griglia | Punti |
| ---- | --- | ---------------------- | ------------------------ | ---- | ------------ | ------- | ----- |
| 1    | 94  | Pascal Wehrlein        | TAG Heuer Porsche        | 40   | 50:40.305    | 5       | 25    |
| 2    | 27  | Jake Dennis            | Avalanche Andretti       | 40   | +1.252       | 6       | 18    |
| 3    | 58  | René Rast              | Neom McLaren Formula E   | 40   | +4.554       | 3       | 15    |
| 4    | 10  | Sam Bird               | Jaguar TCS Racing        | 40   | +5.851       | 9       | 12+1  |
| 5    | 5   | Jake Hughes            | Neom McLaren Formula E   | 40   | +10.869      | 1       | 10+3  |
| 6    | 16  | Sébastien Buemi        | Envision Racing          | 40   | +10.947      | 2       | 8     |
| 7    | 9   | Mitch Evans            | Jaguar TCS Racing        | 40   | +11.088      | 2       | 6     |
| 8    | 23  | Sacha Fenestraz        | Nissan e.dams            | 40   | +12.409      | 12      | 4     |
| 9    | 48  | Edoardo Mortara        | Maserati MSG Racing      | 40   | +12.753      | 7       | 2     |
| 10   | 33  | Dan Ticktum            | NIO 333 Racing           | 40   | +13.275      | 11      | 1     |
| 11   | 13  | António Félix da Costa | TAG Heuer Porsche        | 40   | +15.229      | 17      |       |
| 12   | 36  | André Lotterer         | Avalance Andretti        | 40   | +15.623      | 18      |       |
| 13   | 37  | Nick Cassidy           | Envision Racing          | 40   | +17.038      | 15      |       |
| 14   | 17  | Norman Nato            | Nissan e.dams            | 40   | +19.569      | 19      |       |
| 15   | 11  | Lucas di Grassi        | Mahindra Racing          | 40   | +20.796      | 20      |       |
| 16   | 25  | Jean-Éric Vergne       | DS Penske                | 40   | +21.221      | 16      |       |
| 17   | 3   | Sérgio Sette Câmara    | NIO 333 Racing           | 40   | +22.243      | 13      |       |
| 18   | 4   | Kelvin van der Linde   | ABT Cupra Formula E Team | 40   | +25.291      | 21      |       |
| 19   | 7   | Maximilian Günther     | Maserati MSG Racing      | 40   | +27.137      | 10      |       |
| 20   | 1   | Stoffel Vandoorne      | DS Penske                | 40   | +37.572      | 8       |       |
| Rit  | 8   | Oliver Rowland         | Mahindra Racing          | 30   | Foratura     | 14      |       |
| Rit  | 51  | Nico Müller            | ABT Cupra Formula E Team | 25   | Incidente    | 22      |       |

## Classifiche
La classifica dopo la gara:
Classifica piloti
| +/- | Pos | Pilota                 | Punti |
| --- | --- | ---------------------- | ----- |
|     | 1   | Pascal Wehrlein        | 68    |
|     | 2   | Jake Dennis            | 62    |
|     | 3   | Sébastien Buemi        | 31    |
|     | 4   | Sam Bird               | 28    |
|     | 5   | Jake Hughes            | 27    |
|     | 6   | René Rast              | 26    |
|     | 7   | Lucas Di Grassi        | 18    |
|     | 8   | André Lotterer         | 14    |
|     | 9   | Mitch Evans            | 11    |
|     | 10  | Nick Cassidy           | 10    |
|     | 11  | António Félix da Costa | 6     |
|     | 12  | Jean-Éric Vergne       | 6     |
|     | 13  | Sacha Fenestraz        | 4     |
|     | 14  | Edoardo Mortara        | 2     |
|     | 15  | Stoffel Vandoorne      | 1     |
|     | 16  | Dan Ticktum            | 1     |
|     | 17  | Maximilian Günther     | 0     |
|     | 18  | Norman Nato            | 0     |
|     | 19  | Oliver Rowland         | 0     |
|     | 20  | Nico Müller            | 0     |
|     | 21  | Sérgio Sette Câmara    | 0     |
|     | 22  | Kelvin van der Linde   | 0     |
|     | -   | Robin Frijns           | -     |

Classifica squadre
| +/- | Pos | Squadra                  | Punti |
| --- | --- | ------------------------ | ----- |
|     | 1   | Avalance Andretti        | 76    |
|     | 2   | TAG Heuer Porsche        | 74    |
|     | 3   | Neom McLaren Formula E   | 53    |
|     | 4   | Envision Racing          | 41    |
|     | 5   | Jaguar TCS Racing        | 39    |
|     | 6   | Mahindra Racing          | 18    |
|     | 7   | DS Penske                | 7     |
|     | 8   | Nissan e.dams            | 4     |
|     | 9   | Maserati MSG Racing      | 2     |
|     | 10  | NIO 333 Racing           | 1     |
|     | 11  | ABT Cupra Formula E Team | 0     |